# شیرین تگاب
رود شیرین تگاب یا دریای شین تگاب رودخانه‌ای در افغانستان است و ٣٢۰ کیلومتر (٢۰۰ مایل) مسافت را طی می کند تا اینکه در دلتای داخلی اطراف اندخوی جذب گردد. حوزه آبخیز رودخانه دارای ٥۰۴ آبادی با جمعیت ۶۰٥,٩٧٢ نفر است و بیشتر ولایت فاریاب را در بر می‌گیرد. در پایین دست، رودخانه شور و آب شور است. علاوه بر این، این رودخانه منشأ بیماری های منتقله از طریق آب است.

## مسیر
رودخانه در قسمت شرقی ناحیه بلچراغ به غرب جریان می یابد و رودخانه چشمه خواب در نزدیکی مرکز منطقه پس از عبور چاشم از میان تپه های دیدنی و جذاب به آن می پیوندد. سپس شیرین تگاب به شمال می چرخد و از گوشه شمال شرقی منطقه پشتون کوت و غرب خواجه سبز پوش عبور می کند. با ورود به منطقه شیرین تگاب، رودخانه آستانه به آن متصل می شود. در آرابا، یک کانال آبیاری بیشتر آب رودخانه را می گیرد. سپس، در نزدیکی پته بابا در منطقه دولت آباد، رودخانه شور دریا به آن متصل می شود كه آب رودخانه های المار، قیصار و میمنه را حمل می كند. شیرین تگاب سپس در اطراف شهر اندخوی، در لبه دشت کوتاهپا جذب زیگستان های منطقه می شود.
این رودخانه قبل از توسعه آبیاری و انحراف آب به آمو دریا می ریخت.

## ارزش اقتصادی
بیشتر آب رودخانه برای آبیاری استفاده می شود.  گاهی اوقات، مقدار زیادی از آب که هدایت می شود، آبراه طبیعی را تقریباً خشک می کند. در ماه های تابستان آب کمی به اندخوی می رسد.
حدود ١۰۰۰ کیلومتر مربع (٣٩۰ مایل مربع) از حوضه آبخیز آن زیر کشت می رود و ۶۰۰۰ مورد دیگر به عنوان مراتع خدمت می کند.